# 野球ニューカレドニア代表
野球ニューカレドニア代表（やきゅうニューカレドニアだいひょう）は、ニューカレドニアにおける野球のナショナルチームである。WBSCオセアニアに加盟している。

## 国際大会

### ワールド・ベースボール・クラシック
- 2006年 - 不参加
- 2009年 - 不参加
- 2013年 - 不参加
- 2017年 - 不参加

### オリンピック
- 2000年 - 不参加
- 2004年 - 不参加
- 2008年 - 不参加

### WBSCプレミア12
- 2015年 - 参加資格無し
- 2019年 - 参加資格無し
- 2024年 - 参加資格無し

### パシフィックゲームズ
- 2007年 - 準優勝[1]
- 2011年 - 4位[2]